# Phim câm

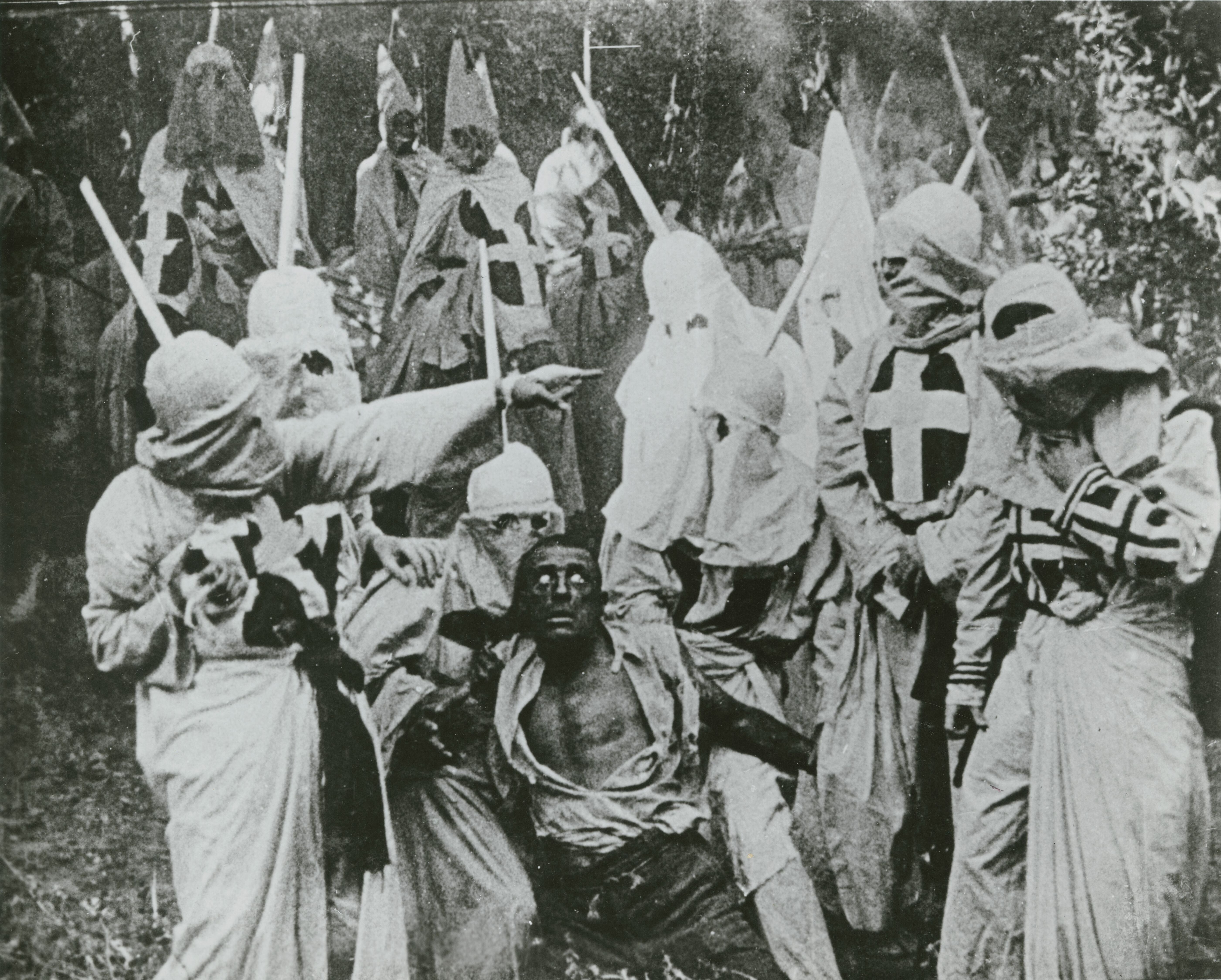
Cảnh phim của The Birth of a Nation (1915), phim câm có doanh thu cao nhất.

Phim câm là những bộ phim không có tiếng động hoặc lời thoại đồng bộ với hình ảnh, đó có thể là các bộ phim được chiếu hoàn toàn không có âm thanh hoặc những bộ phim được chiếu kèm với âm thanh tạo ra bên ngoài (từ dàn nhạc, người đọc thoại, bộ phận tạo tiếng động hoặc các phần thu âm tách rời).
Kỉ nguyên phim câm hay điện ảnh câm được bắt đầu từ khi anh em Lumière khai sinh ra nền điện ảnh hiện đại vào năm 1895 và bắt đầu suy tàn nhanh chóng sau sự ra đời của bộ phim có tiếng đồng bộ đầu tiên, The Jazz Singer (1927).

## Lịch sử phim câm

### Kỹ thuật điện ảnh ra đời
Từ giữa thế kỉ 19, một số nhà phát minh đã tập trung vào việc ghi lại các hình ảnh chuyển động. Năm 1888, Étienne-Jules Marey, một người Pháp đã đưa ra phương pháp chụp ảnh với tốc độ nhanh (nhiều khung hình một giây), đặt cơ sở cho sự ra đời của kỹ thuật điện ảnh. Tại Hoa Kỳ, nhà sáng chế nổi tiếng Thomas Edison cũng bắt đầu lãnh đạo việc thiết kế Kinetoscope, một thiết bị cho phép người xem quan sát các hình ảnh chuyển động liên tiếp. Năm 1895, Anh em Lumière đã đánh dấu bước ngoặt của quá trình này khi cho ra đời Cinématographe, thiết bị cho phép quay và trình chiếu các đoạn phim ghi lại hình ảnh chuyển động.

### Phim câm xuất hiện
Ngày 28 tháng 12 năm 1895 tại Paris, trong tầng hầm của Phòng Ấn Độ (Salon Indien) của quán cà phê Grand Café, Anh em Lumière đã tổ chức buổi trình chiếu rộng rãi có thu tiền những đoạn phim ghi lại bằng thiết bị cinématographe. Buổi chiếu bao gồm 10 cuộn phim rất ngắn (mỗi cuộn dài 17 mét) trong đó có những đoạn phim nổi tiếng như la Sortie de l'usine Lumière à Lyon (Buổi tan ca của nhà máy Lumière ở Lyon) và l'Arroseur arrosé (Tưới cây). Buổi trình chiếu này cho đến nay được coi như thời điểm đánh dấu sự ra đời của nền điện ảnh nói chung và phim câm nói riêng.
Trong chừng một thập niên tiếp theo, phát minh của nhà Lumière trở nên nổi tiếng và được đem đi trình chiếu hoặc bắt chước ở khắp thế giới. Hàng nghìn đoạn phim ngắn quay lại những cảnh sinh hoạt đời thường được thực hiện để phục vụ cho các buổi trình chiếu trong các hội chợ hoặc các tiệm cà phê. Nhà điện ảnh tiên phong Georges Méliès cũng bắt đầu thử nghiệm việc áp dụng các kỹ thuật dàn dựng của sân khấu cho các đoạn phim để tạo nên các bộ phim điện ảnh thực sự, bộ phim Le Voyage dans la Lune (1902) của Méliès với những kỹ thuật dựng phim đột phá này đã thành công vang dội và mở đường cho việc áp dụng Kỹ xảo điện ảnh.

### Sự bành trướng của điện ảnh
Từ năm 1905 đến năm 1910, điện ảnh, từ chỗ chỉ là một trò giải trí mới lạ, đã dần phát triển thành một ngành công nghiệp thực sự, công nghiệp điện ảnh. Tại Pháp, anh em nhà Pathé và Léon Gaumont bắt đầu sản xuất hàng loạt các bộ phim hài ngắn, với các diễn viên như Rigadin, Boireau và Léonce Perret. Max Linder, ngôi sao phim hài đầu tiên trong lịch sử điện ảnh (với bộ phim Max et sa belle, 1910) cũng xuất thân từ những bộ phim kiểu này, Max Linder chính là nguồn cảm hứng lớn cho Vua hề Charlie Chaplin.
Tại Hoa Kỳ, với tham vọng bá chủ nền công nghiệp mới ra đời, Thomas Edison, sau cuộc chiến về bản quyền, đã giành lấy hầu hết các bằng phát minh quan trọng nhất về kỹ thuật điện ảnh và qua đó trở thành người có thế lực nhất, có quyền gây sức ép với toàn bộ các công ty điện ảnh ở bờ Đông nước Mỹ. Để đối phó với tình trạng này, nhiều nhà điện ảnh đã rời bờ Đông đến California để xây dựng những nền tảng đầu tiên cho trung tâm điện ảnh lớn nhất thế giới sau này ở Hollywood. Chính tại Hollywood, điện ảnh Mỹ đã phát triển bùng nổ và chứng kiến sự xuất hiện của những nhà điện ảnh lớn đầu tiên như D.W. Griffith.

### Nghệ thuật thứ bảy

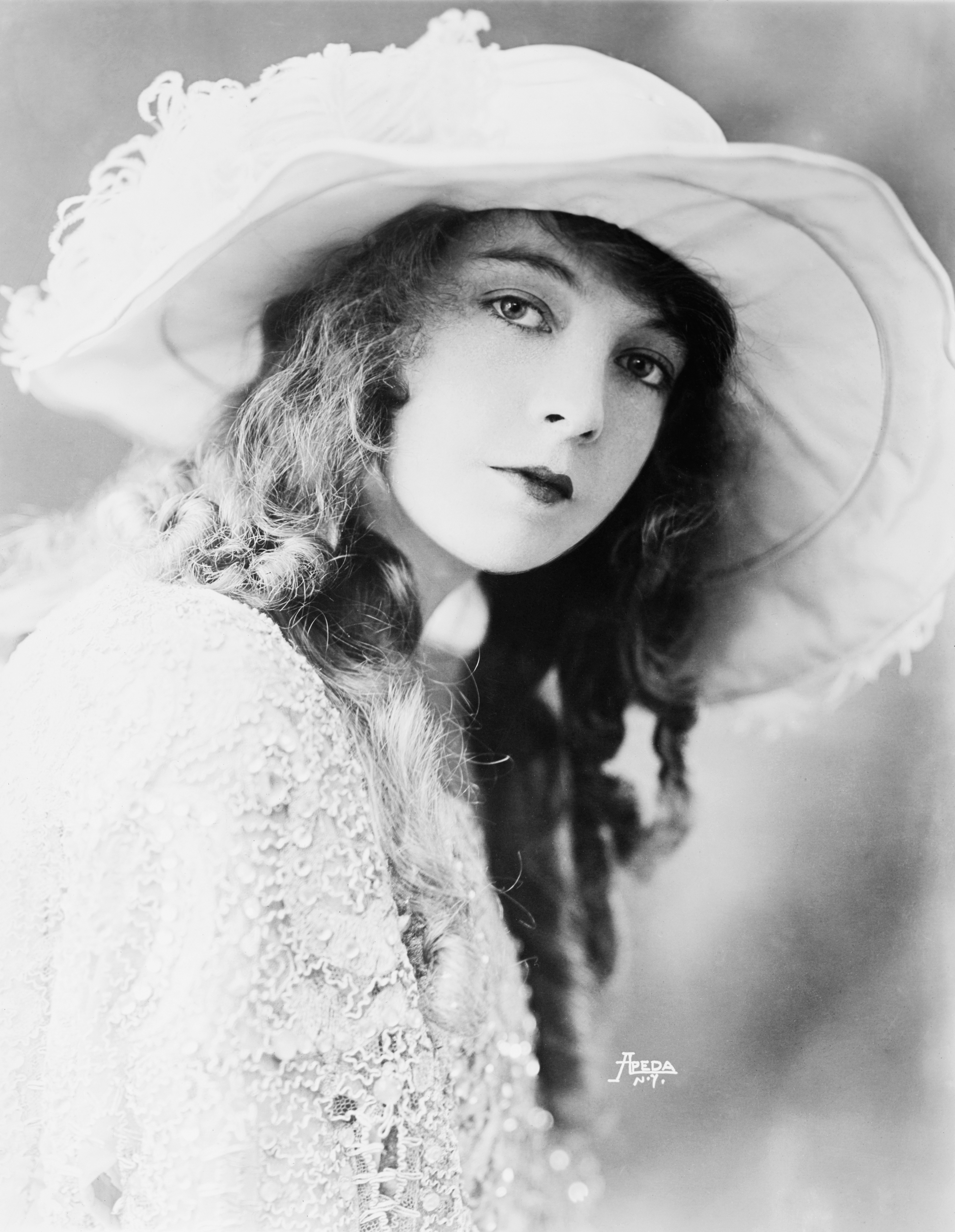
Lillian Gish, ngôi sao lớn của kỷ nguyên phim câm

Từ năm 1908, không dừng lại ở mức một ngành công nghiệp giải trí đơn thuần, các nhà điện ảnh bắt đầu phát triển những bộ phim trở thành các tác phẩm nghệ thuật thực sự. Với những nỗ lực sáng tạo của những đạo diễn tiên phong như Georges Méliès hay D.W. Griffith, các bộ phim đã chuyển biến dần từ những phim tài liệu quay cảnh đời thực đơn thuần trở thành các bộ phim điện ảnh có nội dung và cốt truyện thực sự. Quá trình này được đánh dấu bằng sự ra đời của bộ phim L'Assassinat du duc de Guise (1908) ở Pháp và đặc biệt là The Birth of A Nation (1915) ở Mỹ. Ngôn ngữ điện ảnh bắt đầu hình thành, các thể loại phim dần dần được phân biệt rõ ràng với những loạt phim hình sự nổi tiếng như Fantômas (1913) của Louis Feuillade hay Dr. Mabuse, der Spieler (1922) của Fritz Lang.
Tại Đế quốc Nga, Yevgeni Bauer trở thành nhà điện ảnh lớn nhất của nước này trước Cách mạng Tháng Mười với những kỹ thuật quay đột phá như các cảnh quay dài (long take) hay di chuyển máy quay thay vì cố định một chỗ. Điện ảnh Đan Mạch cũng bắt đầu phát triển các bộ phim nghệ thuật thực sự, tiêu biểu là các tác phẩm của Urban Gad như l'Abîme (1910). Với truyền thống lâu đời về nghệ thuật biểu diễn, những người Ý cũng nhanh chóng đi đầu trong việc phát triển nghệ thuật điện ảnh với các bộ phim lịch sử như Gli ultimi giorni di Pompei (1908) của Luigi Maggi hay Cabiria (1914) của Giovanni Pastrone.

### Kỷ nguyên vàng của phim câm
Sau một giai đoạn khủng hoảng vì chiến tranh giai đoạn 1914 - 1918, các bộ phim câm bắt đầu được sản xuất hàng loạt, đồng thời với nó là sự vươn lên của nhiều nền điện ảnh mới. Liên Xô nổi lên như một nền điện ảnh giàu sức sáng tạo với đại diện tiêu biểu là đạo diễn huyền thoại Sergei Eisenstein, tác giả của Chiến hạm Potyomkin (Броненосец Потёмкин, 1925), một trong những bộ phim câm xuất sắc nhất.
Tại Hoa Kỳ, Hollywood bắt đầu trở thành kinh đô của điện ảnh Mỹ và thế giới, khu công nghiệp điện ảnh này không chỉ thu hút các tài năng điện ảnh của nước Mỹ mà còn là điểm đến của các nghệ sĩ điện ảnh nổi tiếng của châu Âu như Stroheim và Sternberg của Áo, Lubitsch của Đức hay Mauritz Stiller của Thụy Điển. Tuy vậy trụ cột của các hãng phim Mỹ lúc này vẫn là những ngôi sao bản địa như các đạo diễn D.W. Griffith, Cecil B. DeMille, King Vidor hay các diễn viên nổi tiếng Charlie Chaplin, Buster Keaton và Harold Lloyd.

### Phim câm biến mất
Hãng Warner Bros. của Hollywood là công ty đi đầu trong việc nghiên cứu áp dụng kỹ thuật thu tiếng đồng bộ. Năm 1926 công ty này cho ra đời bộ phim Don Juan khi lần đầu tiên phần nhạc được ghép trực tiếp vào cuộn phim. Và đến năm 1927, chính Warner Bros. đã ra mắt công chúng The Jazz Singer, bộ phim có tiếng đầu tiên trong lịch sử điện ảnh.
Với sự xuất hiện của việc thu tiếng đồng bộ, các bộ phim câm dần dần biến mất khỏi các rạp chiếu bóng ngay giai đoạn đầu thập niên 1930 (trừ một số nền công nghiệp điện ảnh như Nhật Bản). Phim câm ngừng sản xuất cũng đồng nghĩa với sự lụi tàn của một loạt ngôi sao phim câm vốn không thể bắt kịp với xu hướng điện ảnh mới, chỉ có một số người tiếp tục thành công và trở thành những huyền thoại thực sự của điện ảnh thế giới, đó là Charlie Chaplin, Laurel và Hardy hay Anh em nhà Marx.

## Kỹ thuật phim câm

### Intertitle
Vì các bộ phim câm không có tiếng động hoặc lời thoại đồng bộ vì vậy để dẫn chuyện hoặc thoại ở những cảnh phim quan trọng, người ta sử dụng các bìa cứng có ghi chữ gọi là intertitle (bảng nội đề). Vì tầm quan trọng của các intertitle, những bìa cứng này được thực hiện khá cầu kì về mặt thẩm mỹ, nhất là phông chữ, khuôn hình, và trở thành một bộ phận không thể thiếu của các công đoạn sản xuất phim câm.

### Nhạc sống và âm thanh
Thông thường để các bộ phim câm trở nên sinh động, trong quá trình chiếu phim thường có một ban nhạc sống đi kèm để biểu diễn các đoạn nhạc ở các cảnh phim cần thiết. Ngay buổi chiếu đầu tiên của anh em Lumière đã có sự xuất hiện của một nhạc công piano. Nhạc sống nhanh chóng trở thành bộ phận không thể thiếu của mỗi bộ phim, với các rạp phim nhỏ thường nhạc sống chỉ được thực hiện bởi 1 nhạc công piano, còn ở những rạp chiếu bóng lớn, hiện đại, thường người ta bố trí cả một nhóm nhạc hoặc đôi khi là một dàn nhạc thực sự để biểu diễn đồng thời với bộ phim. Vào giai đoạn phát triển nhất của kỷ nguyên phim câm, công nghiệp điện ảnh thậm chí đã trở thành ngành công nghiệp tuyển dụng nhiều nhạc công nhất.
Bên cạnh nhạc sống, các nhà điện ảnh cũng tìm cách thêm thoại hoặc lời hát bằng các nghệ sĩ biểu diễn trực tiếp tại rạp. Có thể kể tới những fitas cantatas, các vở operetta được thu hình của điện ảnh Brasil thời kì đầu, trong đó các ca sĩ hát ngay sau màn ảnh các bài hát có trên phim. Phim câm Nhật Bản lại được đặc trưng bởi các benshi, những người dẫn chuyện có mặt trực tiếp ở rạp để đọc các đoạn thoại hoặc các đoạn dẫn chuyện cần thiết, với các bộ phim nước ngoài, những benshi lại đóng vai trò người phiên dịch. Chính sự nổi tiếng của các benshi mà phim câm vẫn tiếp tục được sản xuất trong thập niên 1930 ở Nhật Bản.

### Tốc độ khung hình
Cho đến khoảng năm 1925, phần lớn phim câm có tốc độ khung hình (frame rates) chậm hơn tốc độ khung hình của các phim có tiếng sau này, thường là từ 16 cho tới 23 khung hình một giây, tùy thuộc hãng và năm sản xuất (tốc độ phổ biến của phim có tiếng là 24 khung hình một giây).

### Kỹ thuật diễn xuất
Vì không có âm thanh hoặc thoại vì vậy kỹ thuật diễn xuất trong các bộ phim câm đặc biệt chú trọng ngôn ngữ hình thể và biểu hiện vẻ mặt của diễn viên. Chính vì lý do này mà các bộ phim hài trở thành thể loại phổ biến trong kỷ nguyên phim câm hơn là các bộ phim tình cảm do việc truyền đạt cảm xúc hoặc ý tưởng hài hước tới khán giả là dễ dàng hơn. Cũng chính vì sự khác biệt này nên khi phim có tiếng xuất hiện, rất nhiều diễn viên ngôi sao không thể làm quen với việc vừa diễn xuất hình thể vừa đọc thoại đã nhanh chóng trở nên lỗi thời và bị quên lãng.

## Các nhân vật quan trọng của phim câm

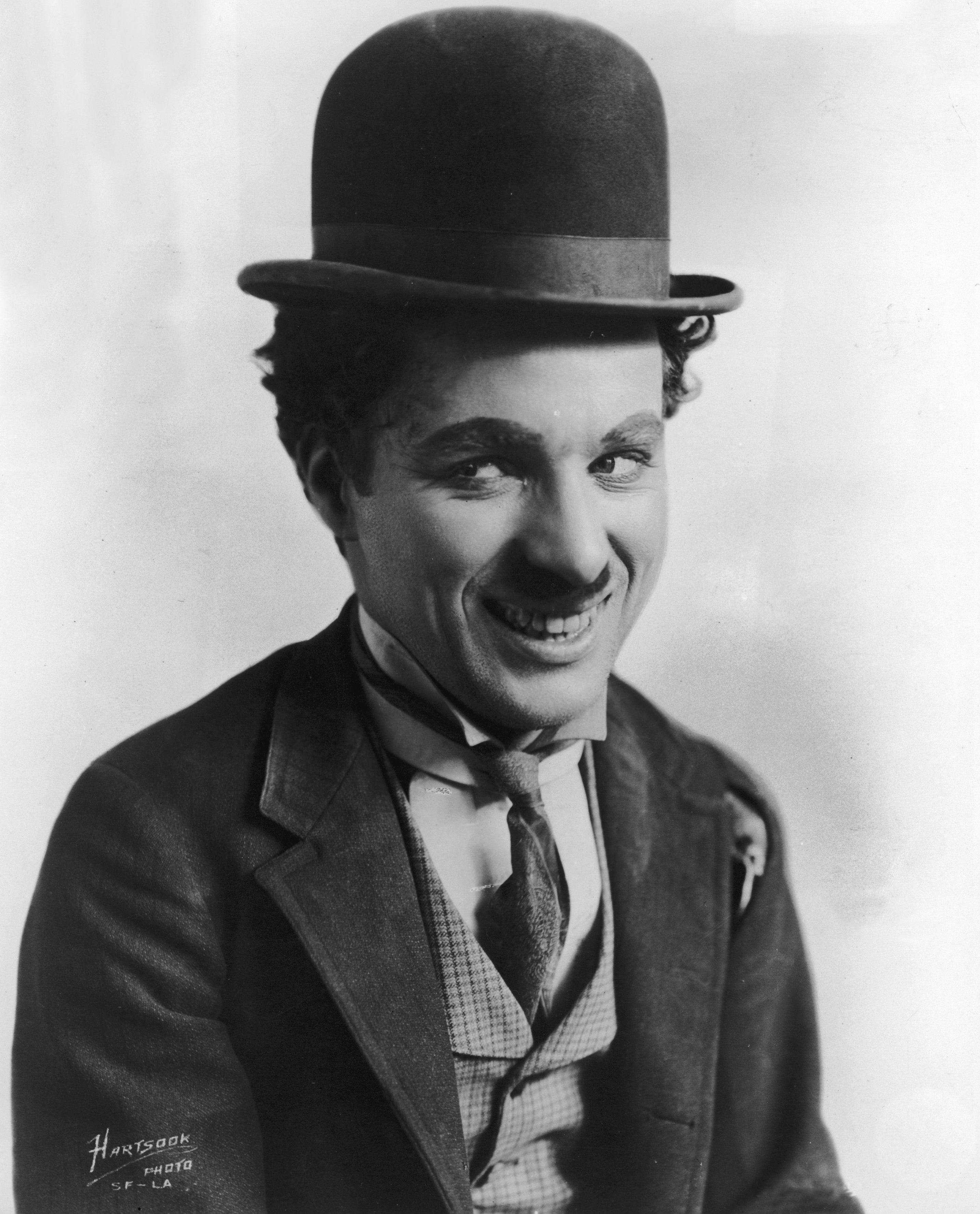
Charlie Chaplin, một trong những ngôi sao điện ảnh hiếm hoi tỏa sáng trong cả những bộ phim câm và phim có tiếng

### Đạo diễn
- Yevgeni Bauer
- Tod Browning
- Charlie Chaplin
- Cecil Blount DeMille
- Germaine Dulac
- John Ford
- Louis Feuillade
- Abel Gance
- D.W. Griffith
- Alice Guy
- Buster Keaton
- Fritz Lang
- Paul Leni
- Leo McCarey
- Georges Mélies
- Friedrich Wilhelm Murnau
- Fred Niblo
- Léonce Perret
- Mack Sennett
- Victor Sjöström
- Erich von Stroheim
- Robert Wiene
- Sergei Eisenstein

### Diễn viên
- Roscoe "Fatty" Arbuckle
- John Barrymore
- Louise Brooks
- Lon Chaney
- Charlie Chaplin
- Douglas Fairbanks
- Greta Garbo
- John Gilbert
- Lillian Gish
- Laurel và Hardy
- Buster Keaton
- Max Linder
- Harold Lloyd
- Alla Nazimova
- Mary Pickford
- Max Schreck
- Gloria Swanson
- Hector Mann
- Rudolph Valentino

## Các bộ phim lớn của thời kì phim câm
- Das Kabinett des Doktor Caligari (1920, phim Đức) của Robert Wiene
- Nosferatu – Eine Symphonie des Grauens (1922, phim Đức) của Friedrich Wilhelm Murnau
- Sunrise (1927, phim Mỹ) của Friedrich Wilhelm Murnau
- The General (1927, phim Mỹ) của Buster Keaton
- Metropolis (1927, phim Đức) của Fritz Lang
- Thời đại tân kỳ (Modern Times 1936, phim Mỹ) của Charlie Chaplin
- Kœnigsmark (1923, phim Pháp) của Léonce Perret
- The Kid (1921, phim Mỹ) của Charlie Chaplin
- Chiến hạm Potyomkin (Броненосец Потёмкин, 1925, phim Liên Xô) của Sergei Eisenstein